# Lwiza (rivière)
La Lwiza ou Luiza est une rivière des provinces du Lualaba et du Kasaï central en République démocratique du Congo, et un affluent la Luluwa, donc un sous-affluent du fleuve le Congo par le Kasaï.